# Svetoslav Ivanov
Svetoslav Ivanov –en búlgaro, Светослав Иванов– (16 de diciembre de 1951) es un jinete búlgaro que compitió en la modalidad de doma. Participó en los Juegos Olímpicos de Moscú 1980, obteniendo una medalla de plata en la prueba por equipos.

## Palmarés internacional
| Juegos Olímpicos | Juegos Olímpicos | Juegos Olímpicos | Juegos Olímpicos |
| Año              | Lugar            | Medalla          | Categoría        |
| ---------------- | ---------------- | ---------------- | ---------------- |
| 1980             | Moscú (URSS)     | Medalla de plata | Por equipos      |